# 足尾バイパス
足尾バイパス（あしおバイパス）は、栃木県日光市内を通る国道122号のバイパスである。
かつての国道122号は、渡良瀬川右岸に位置する足尾市街地の間をわたらせ渓谷鐵道（旧：国鉄足尾線）に沿って通っていたが、全体的に狭隘でカーブも多くボトルネックとなっていた。これを改善すべく計画されたのが本バイパスであり、渡良瀬川左岸の山腹を迂回している。
なお、旧道は栃木県道250号中宮祠足尾線の一部、栃木県道142号通洞停車場線の一部および日光市道となっている。

## 概要
- 起点：栃木県日光市足尾町下間藤（田元交差点）
- 終点：栃木県日光市足尾町遠下（遠下交差点）
- 車線数：全線片側1車線
- 開通年：1981年

## 交差する道路
- 栃木県道250号中宮祠足尾線
- 栃木県道15号鹿沼足尾線
- 栃木県道142号通洞停車場線（通洞大橋）

## 沿線施設
- 日光市立足尾中学校
- 足尾双愛病院